# Women's International Zionist Organization
Women's International Zionist Organization (WIZO), är en judisk kvinnoförening i Israel, grundad i London 7 juni 1920.
Den verkar för social välfärd i Israel, kvinnors rättigheter, och för judisk utbildning i både Israel och den judiska diasporan. 
WIZO grundades av Rebecca Sieff, Vera Weizmann, Edith Eder, Romana Goodman och Henrietta Irwell för att förse judiska immigranter till det Brittiska Palestinamandatet med sociala tjänster. Den verkade parallellt med sin sociala verksamhet även för kvinnors rättigheter: syftet var att säkerställa att kvinnor representerades inom sionismen och fick en stark roll men lika rättigheter i den framtida staten Israel. 
WIZO var länge baserat i London, men bildade lokalavdelningar i flera delar av världen utöver Palestina: både i Europa, USA och Latinamerika. I Palestina drev WIZO många sociala verksamheter, så som barnkliniker, dagis och distribution av kläder. Den grundade 1926 ett dagis i Tel Aviv, som blev känt som Israels äldsta. 
Efter grundandet av den nya staten Israel flyttade WIZO sitt högkvarter från London till Tel Aviv. Organisationen bildade ett parti (1949-1951) som fick Rachel Cohen-Kagan invald i Knesset som sin representant, och medverkade till införandet av könens lika rättigheter i den nya statens konstitution. Rörelsen överförde många av sina verksamheter till regeringen, och de kom att utgöra en grund för den nya statens sociala program. 